# 2-е Никольское (Воронежская область)
2-е Нико́льское — село в Бобровском районе Воронежской области.
Административный центр Никольского сельского поселения.

## Население
| 1859 | 2000 | 2005 | 2010 |
| ---- | ---- | ---- | ---- |
| 308  | ↗560 | ↘504 | ↗675 |

## Улицы
- ул. Белячки,
- ул. Мира,
- ул. Молодёжная,
- ул. Советская,
- ул. Школьная.